# Најдужи мишић врата
Најдужи мишић врата (лат. musculus longissimus cervicis) је парни мишић вратне мускулатуре, који се налази у трећем слоју његове задње стране и то споља од најдужег мишића главе. Он улази у састав тзв. најдужег мишића, који представља део масе мишића опружача кичме.
Припаја се на задњим квржицама попречних наставака од другог до петог вратног пршљена, и на попречним наставцима првих пет леђних кичмених пршљенова.
У његовој инервацији учествују задње гране вратних живаца, а дејство му се огледа у опружању (екстензији) главе при обостраној контракцији и њеном бочном савијању при унилатералној активности.